# Diversificación agrícola

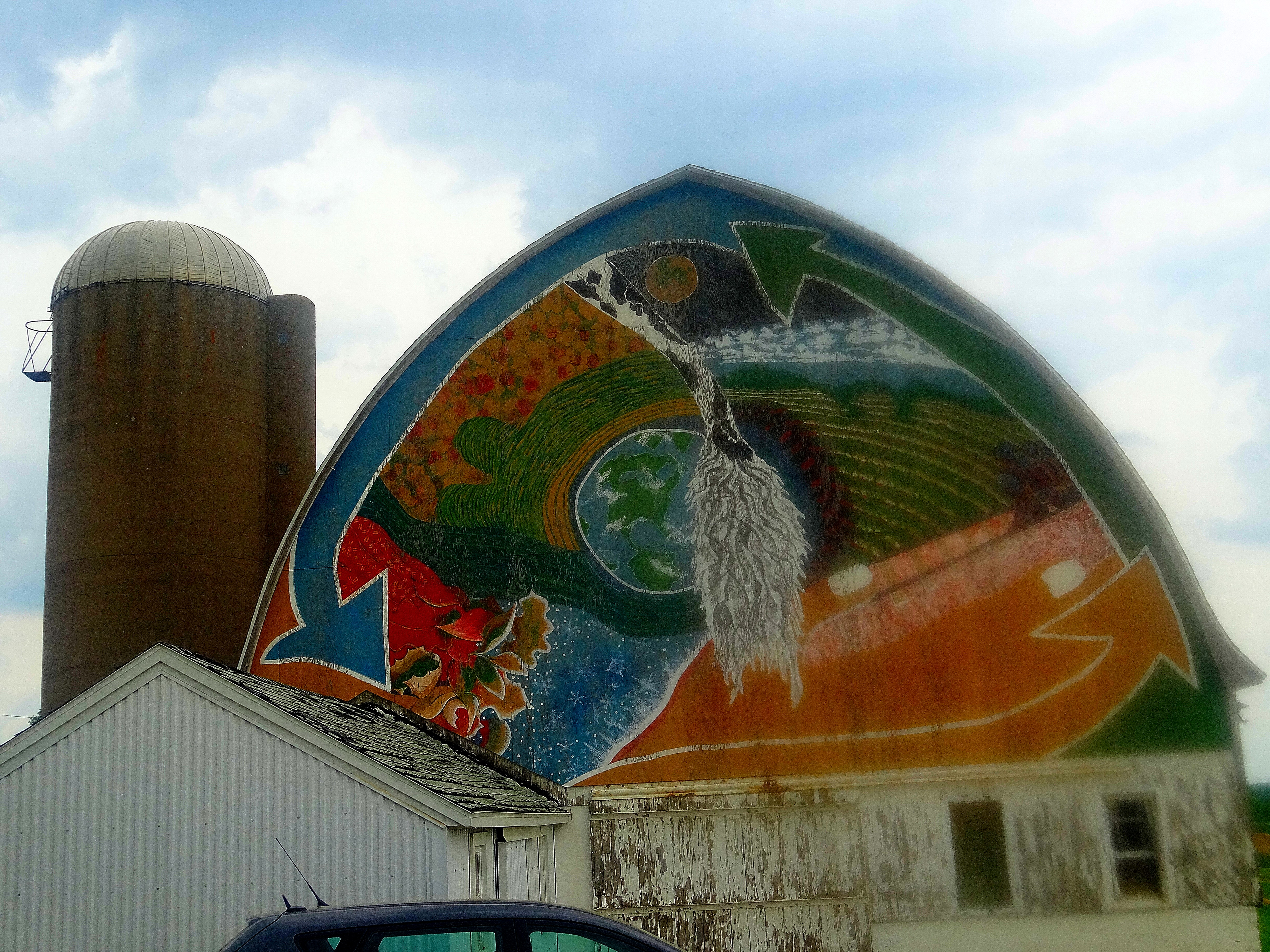
Granero pintado. Una forma de diversificación agrícola es decorar de forma inusual, pero atractiva, elementos arquitectónicos (fachadas, puertas) con el fin de atraer turismo.

La diversificación agrícola puede ser considerada como la reasignación de algunos de los recursos productivos de una explotación, como tierra, capital, utillajes, semillas o abonos, a otros agricultores y, particularmente en países más ricos, actividades diferentes del cultivo, como restaurantes o tiendas. Muchos factores pueden llevar a decidir la diversificación, entre los que cabe citar reducir riesgos, responder a cambios en las demandas de los consumidores, modificación de las políticas agrícolas, respuesta a choques económicos externos y, más recientemente, como consecuencia del calentamiento mundial.

## Definiciones de diversificación agrícola
La diversificación agrícola implica trasladar recursos de un conjunto de bajo valor a otro de mayor valor. Se centra en la horticultura, productos lácteos, avicultura y pesquerías.
Mientras que la mayoría de definiciones de «diversificación agrícola» en países en desarrollo suponen la sustitución de un cultivo por otro, o un aumento en el número de actividades que desarrolla una explotación agrícola particular, la definición utilizada en los países desarrollados a veces se relaciona más con el surgimiento de actividades no agrícolas en la explotación. Por ejemplo, una sección del Ministerio para el Medio Ambiente, Alimentación y Asuntos Rurales del Reino Unido (DEFRA por sus siglas en inglés) define diversificación agrícola como «el uso de los recursos de una explotación agrícola para un propósito no agrícola con beneficio comercial». Utilizando esta definición el DEFRA halló que en 2003 el 56% de las explotaciones del Reino Unido habían diversificado. La gran mayoría de actividades de diversificación simplemente implicaron el alquiler de edificios de la explotación para usos diferentes del cultivo. Pero el 9 % de las explotaciones se habían introducido en el procesamiento de alimentos o su venta al por menor, el 3 % proporcionaban cáterin o alojamiento turísticos, y el 7 % facilitaban deporte o actividades recreativas. Otras definiciones son todavía más amplias y pueden incluir el aprovechamiento de nuevas oportunidades de comercialización.
En países en desarrollo como India, que ha sido uno  de los líderes en promover esta diversificación, el concepto se ha aplicado tanto a labradores individuales como a regiones geográficas, con programas estatales cuyo objetivo es promover una amplia diversificación. El concepto en India se considera referido al «cambio de la dominancia regional de un solo cultivo a varios cultivos ... (teniendo en cuenta)... los retornos económicos de diferentes productos de valor añadido... con oportunidades complementarias de comercialización».

## Motores de esta diversificación
La diversificación puede ser una respuesta tanto a oportunidades como a amenazas.

### Oportunidades
- Cambios en la demanda de los consumidores. Cuando los consumidores de países en desarrollo se enriquecen, su patrón alimentario cambia significativamente: se apartan de una dieta basada en alimentos básicos a otra con mayor contenido de productos animales (carne, huevos y lácteos) y frutas y verduras. A su vez, los agricultores más dinámicos son capaces de diversificar para satisfacer estas nuevas demandas.
- Cambios demográficos. La urbanización rápida en países en desarrollo afecta a los patrones de consumo. Además, un menor número (al menos en porcentaje) de labradores tiene que suministrar a un mayor número de consumidores. Aunque esto no implique necesariamente diversificación, sí requiere adaptación a nuevas técnicas agrícolas (mecanización, regadío, etc.) para satisfacer la mayor demanda.
- Potencial de exportación. Los agricultores de países en desarrollo han tenido un éxito considerable al diversificar a cultivos que pueden satisfacer la demanda de exportación. Aunque la preocupación por las millas alimentarias o el coste de satisfacer los requisitos de certificación del supermercado —como GlobalGAP— pueden, a largo plazo, poner en riesgo este éxito, todavía existe mucho potencial de diversificación en respuesta a las demandas de exportación.
- Añadir valor. El patrón presenciado en Occidente, que se extiende a los países en desarrollo, es que los consumidores dediquen cada vez  menos tiempo a preparar la comida. Cada vez exigen más comidas preparadas y empaquetado que ahorre trabajo, como ensaladas precortadas. Esto da a los agricultores la oportunidad de diversificarse en productos de valor añadido, particularmente en países donde los supermercados desempeñan una función importante en la venta al por menor.
- Cambios en las oportunidades de comercialización. La modificación de las políticas estatales sobre los flujos permitidos de productos agrícolas puede abrir nuevas posibilidades de diversificación. Por ejemplo, en India, la abolición del monopolio estatal que los "mercados regulados" tenían sobre todas las  transacciones permitió que los agricultores establecieran contratos directos con compradores para productos nuevos.[6]
- Mejora en la nutrición. Diversificar el monocultivo de alimentos básicos tradicionales puede aportar notables beneficios nutritivos para los agricultores de países en desarrollo.

### Amenazas
- Urbanización. Esto es tanto una oportunidad como una amenaza, porque la expansión de las ciudades reduce los terrenos de cultivo y encarece el precio del suelo. Si los labradores quieren quedarse en sus tierras necesitan generar mayores ingresos de los que obtenían cultivando alimentos básicos. Este hecho, y la proximidad de los mercados, explica por qué los agricultores cercanos a los cascos urbanos tienden a diversificarse en cultivos de alto valor.[7]
- Riesgo. Los agricultores siempre están sometidos a los riesgos de meteorología desfavorable (sequía, inundaciones, granizo, heladas, huracanes), plagas y precios fluctuantes. La diversificación es una respuesta lógica  a estos riesgos. Por ejemplo, algunos cultivos son más resistentes a la sequía que otros, pero pueden suponer menores retornos económicos. Una cartera de productos diversificada aseguraría que los labradores no se arruinen completamente si la meteorología es desfavorable. De modo parecido, la diversificación puede gestionar el riesgo de precio, suponiendo que no todos los  productos padecerán precios bajos al mismo tiempo. Sin embargo los agricultores a menudo hacen lo opuesto a diversificar, cuando plantan productos que un año tienen un precio alto, solo para ver derrumbarse el precio al año siguiente, precisamente por el exceso de oferta, como explica el teorema de la telaraña.
- Amenazas externas. Los labradores dependientes de las exportaciones corren el riesgo de que varíen las condiciones en sus mercados, no por un cambio en la demanda de los consumidores, sino por modificaciones de políticas agrícolas o comerciales. Un ejemplo clásico es la industria de la banana en el Caribe, que se desplomó a raíz de la supresión de su cuota en los mercados de la UE, por lo que los agricultores caribeños necesitaron diversificarse.
- Amenazas de la política nacional. A veces se siembran determinados cultivos no porque sean inherentemente rentables, sino porque disfrutan de subsidios estatales. La reducción o supresión —directa o indirecta— de tales subsidios puede tener un efecto notable sobre los labradores y proporcionar un incentivo significativo para la diversificación o, en algunos casos, para volver a los cultivos anteriores a la introducción de dichos subsidios.
- Cambio climático. Las plantas que se pueden cultivar dependen de las temperaturas que experimentarán, la humedad y la longitud del período de crecimiento (también dependen del tipo de suelo, pero el cambio climático no afecta a este factor). El calentamiento mundial podría modificar la disponibilidad de agua. Labradores de varios países, como Canadá, India, Kenia, Mozambique y Sri Lanka, ya han iniciado la diversificación como respuesta a este calentamiento. La política agrícola de Kenia para promover la diversificación agrícola ha incluido la supresión de subsidios para algunos cultivos, animando a la zonificación del uso de la tierra (no usarla toda para un mismo cultivo, sino unas zonas para un cultivo y otras para otros) e introduciendo sistemas diferenciales de impuestos sobre la tierra.[8]

## Medidas de la diversificación
La diversificación agrícola se mide en el mundo de formas diferentes. Una de estas medidas es el índice de proporción máxima, que se define como «la ratio entre la actividad principal de la explotación agrícola y el total de sus actividades».

## Factores que deben tenerse en cuenta al evaluar las posibilidades de diversificación[7]
- Tipo de suelo: arenoso, arcilloso, silíceo, etc.
- Configuración del suelo: llanura, pendiente, terraza, etc.
- Conocimientos de los agricultores y capacidad de aprendizaje.
- Disponibilidad de agua, maquinaria, abonos y plaguicidas.
- Régimen anual de temperaturas y de lluvias.
- Canales de comercialización: carreteras, vías fluviales, etc.
- Productos demandados por los mercados locales cercanos y por los de exportación que sean accesibles.[10]
- Actividades distintas del cultivo que también podrían ser rentables en ese lugar específico: ganadería, acuicultura, silvicultura, turismo, etc.

## Para profundizar
Folleto de la FAO sobre diversificación agrícola generada por las huertas familiares
- Datos: Q4693955